# Dyspterna woodi
La dispterna (Dyspterna woodi) è un mammifero estinto, appartenente ai pantolesti. Visse nell'Eocene superiore (circa 37-34 milioni di anni fa) e i suoi resti fossili sono stati ritrovati in Europa.

## Descrizione
Questo animale è noto solo per resti molto incompleti, comprendenti una mandibola con denti. L'aspetto di Dyspterna rimane dunque enigmatico, anche se alcuni animali meglio conosciuti (come Palaeosinopa e Buxolestes) dalle caratteristiche dentarie piuttosto simili possono far ipotizzare che Dyspterna avesse l'aspetto di un piccolo mammifero predatore semiacquatico, come le lontre. 
Dyspterna era caratterizzato dal secondo e dal terzo molare inferiore di eguale grandezza; il trigonide era molto compresso in senso anteroposteriore, il paraconide era molto ridotto e il protoconide era più grande del metaconide. L'ipoconide era molto grande, mentre l'entoconide era assente. Il cingulum anteriore era ben sviluppato, ed era presente una piattaforma postero-interna con una cresta delimitante ben marcata. 

## Classificazione
Dyspterna woodi venne descritto per la prima volta nel 1927 da Hopwood, sulla base di un fossile molto incompleto ritrovato in terreni dell'Eocene superiore dell'Isola di Wight (Inghilterra). I fossili vennero inizialmente attribuiti a un rappresentante dell'ordine Carnivora, ma studi successivi hanno determinato la sua appartenenza al gruppo dei pantolesti. In particolare, Dyspterna è considerato il genere eponimo della famiglia Dyspternidae, comprendente alcune forme dotate di caratteristiche dentarie piuttosto distinte dalla famiglia Pantolestidae vera e propria, come Gobiopithecus e Cryptopithecus. 